# Włodzimierz Kozłowski (1858–1917)
Włodzimierz Marian Kozłowski (in. Bolesta-Kozłowski) herbu Jastrzębiec (ur. 8 grudnia 1858 w Krzywczy, zm. 24 listopada 1917 w Krakowie) – polski prawnik, ziemianin i polityk konserwatywny, przywódca podolaków, poseł na Sejm Krajowy Galicji i do austriackiej Rady Państwa

## Życiorys
Urodził się 8 grudnia 1858 w Krzywczy. Był prawnukiem Antoniego Kozłowskiego (1729–1801, wojskowy, ziemianin), wnukiem Anastazy Kozłowskiego (1778-1857, wojskowy, członek Stanów Galicyjskich, właściciel dóbr) oraz jedynym dzieckiem Zygmunta Kozłowskiego (1831-1893, poseł do Rady Państwa i Sejmu Krajowego) i Gabrieli hr. Starzeńskiej.
Ukończył gimnazjum we Lwowie (1876). Studiował prawo na uniwersytecie w Pradze (1876–1880), studia uzupełniał w Innsbrucku (1877), Wiedniu (1878) i Krakowie (1879). W 1883 uzyskał stopień doktora praw na Uniwersytecie Jagiellońskim.
Po rodzicach odziedziczył dobra Zabłotce, których był właścicielem do końca życia. Był właścicielem liczącej kilkadziesiąt tysięcy tomów biblioteki, w której zgromadził dzieła z historii (w tym Galicji) i nauk społeczno-politycznych. W 1917 zbiory te przekazał Zakładowi Narodowemu im. Ossolińskich. Członek komisji rewizyjnej Towarzystwa Dobroczynności Dam we Lwowie (1898–1910). Członek oddziału przemyskiego, od 1888 także jarosławskiego (1886–1904) Galicyjskiego Towarzystwa Gospodarskiego. Działacz i członek Komitetu GTG (15 czerwca 1888 – 18 czerwca 1903, 10 czerwca 1906 – 24 czerwca 1910), oraz prezes towarzystwa (18 czerwca 1903 – 10 czerwca 1906). Jako delegat tego Towarzystwa był jednym z kuratorów Akademii Rolniczej w Dublanach (1904–1907). Był z ramienia GTG także delegatem do Komisji rządowej do regulacji rzek w Galicji (1905–1914) i członkiem Krajowej Rady Kolejowej (1905–1909). Od 1911 członek honorowy GTG. Od 1907 był także członkiem honorowy Towarzystwa Rolniczego w Krakowie. Członek Wydziału Okręgowego w Przemyślu (1890–1894, 1896–1910), a w latach 1911–1917 dyrektor Galicyjskiego Towarzystwa Kredytowego Ziemskiego
Z poglądów konserwatysta, szybko zaangażował się w życie publiczne ówczesnej Galicji. Członek Rady Powiatowej w Przemyślu wybrany z grupy większych posiadłości (1884–1908, 1911–1912). oraz członek Rady Powiatowej w Dobromilu (1911–1912). W 1887 wziął udział w kampanii przeciw faworyzowaniu przez rząd węgierskich fabrykantów alkoholu kosztem galicyjskich. W latach 1889–1914 poseł do Sejmu Krajowego Galicji VI, VII, VIII, IX i X kadencji. Wybierany był w I kurii obwodu Przemyśl, z okręgu wyborczego Przemyśl. Po raz pierwszy wybrany 1 maja 1888 roku w wyborach do Sejmu V kadencji w miejsce zmarłego Seweryna Smarzewskiego, lecz z powodu niespełnienia warunku wieku (30 lat) musiał złożyć mandat. Wybrany ponownie 10 października 1888 roku. W ostatniej kadencji Sejmu wybrany posłem w 1913, złożył mandat w lutym 1914. W Sejmie pracował w sejmowych komisjach: budżetowej, gospodarstwa krajowego, gminnej, wodnej i sanitarnej. Był zwolennikiem upaństwowienia kolei galicyjskich. Oprócz tego zaangażował się w działania na rzecz podniesienia poziomu szkolnictwa w Galicji, m.in. w 1893 opowiedział się za jego reformą i podniesieniem statusu materialnego nauczycieli. Od 1898 pracował w sejmowej komisji szkolnej – wspierając rozwój szkolnictwa ludowego. Szczególnie dużo uwagi poświęcał szkolnictwu rolniczemu. Jak pisał Jerzy Zdrada: był politykiem skrajnie konserwatywnym, a nawet reakcyjnym. Gruntownie wykształcony, z szerokimi zainteresowaniami społecznymi, ekonomicznymi i historycznymi, był pełnym temperamentu mówcą. Zawsze podkreślał swój klerykalizm, konserwatyzm i przywiązanie do dynastii Habsburskiej. Na forum sejmu, żądał m.in. wielokrotnie szerszego wprowadzenia nauki religii. Te cechy wysunęły go na przywódcę wschodniogalicyjskich konserwatystów – podolaków. Będąc od 1897 członkiem sejmowej komisji dla sprawy reformy wyborczej w Galicji, był zarazem jej głównym przeciwnikiem – w swych wystąpieniach krytykując próby zdemokratyzowania prawa wyborczego, obawiając się zwiększenia roli politycznej przez społeczność ukraińską. Rozmiary strajku rolnego we wschodniej Galicji, a zwłaszcza liczny udział w nim Ukraińców spowodowały, że stał się zwolennikiem sojuszu dworu z polskimi chłopami na tym terenie. W tym czasie zorganizował akcję tworzenia stowarzyszeń obrony narodowej. Sprawa ta spowodowała nawiązanie sojuszu politycznego podolaków z narodowymi demokratami. W sejmach od 1908 do 1914 był przywódcą konserwatywnego klubu „Centrum”, który prowadził w sojuszu z endecją walkę z posłami ukraińskimi, m.in. w 1912 sprzeciwił się negocjacjom polsko-ukraińskim w sprawach reformy wyborczej.
Był także posłem do austriackiej Rady Państwa VII, VIII, IX i X kadencji (12 maja 1888 – 30 stycznia 1907) z kurii I – większej własności ziemskiej, z okręgu wyborczego nr 10 (Jaworów – Mościska – Cieszanów). W marcu 1903 zrezygnował ponieważ otrzymał mandat w okręgu nr 16 (Stryj – Żydaczów – Dolina – Kałusz), mandat po nim w okręgu nr 10 objął Aleksander Poniński. Po zmianie ordynacji wyborczej poseł do Rady Państwa XI i XII kadencji (17 lutego 1907 – 5 czerwca 1917) z okręgu wyborczego nr 67 (Jarosław – Pruchnik). Mandat po nim objął Edmund Galik. W parlamencie austriackim w Kole Polskim w Wiedniu także przewodził podolakom. Z ramienia Koła Polskiego uczestniczył w pracach komisji gospodarczych Rady Państwa. Opowiadał się za utrzymaniem związków Koła Polskiego z prawicą parlamentu. Uważał także, że Polacy winni dążyć do ścisłej współpracy z innymi Słowianami, zwłaszcza Czechami. Wraz z Leonem Bilińskim i Wojciechem Dzieduszyckim opracował kompromisowy projekt ustawy językowej dla Przedlitawii. Od 1902 wraz ze Stanisławem Głąbińskim walczył o budowę kanałów w Galicji. Jako przywódca podolaków w maju 1905 wziął udział w trójzaborowym zjeździe konserwatystów polskich w Krakowie, którego celem było uzgodnienie stanowisk i działania wobec wydarzeń rewolucyjnych. Zdaniem Michała Bobrzyńskiego należał poseł Kozłowski do najznakomitszych w Kole posłów. Stanowisko jego i powaga były wprost wyjątkowe, zaszczytem byłoby dla każdego stronnictwa takiego posiadać przywódcę. Z kolei Kazimierz Chłędowski zostawił taką charakterystykę przywódcy podolaków – „Czapką, papką i solą” tak sobie Kozioł naprzód Przemyskie zniewolił, że tam rozstrzygał o wyborach wszelkich dygnitarzy autonomicznych od czasu jak książę Adam Sapieha wskutek chorób i niepowodzeń z pola walk politycznych prawie się usunął. Spokojni ludzie zresztą bali się Kozła, bo skłonny do awantur, zwłaszcza przy końcu obiadów wyzywał na pojedynki (...) Co do mnie, od młodości miałem wrodzoną do Kozła antypatię, a pomimo że byłem z nim skoligacony unikałem go ile możności, traktując go z zimną grzecznością (...) Starałem się z nim jak najrzadziej widywać i dobrze na tym wychodziłem. Kozioł miał manię nawiązywania arystokratycznych wpływowych stosunków po całym świecie: jeździł to do Anglii, to do Paryża, to do Petersburga, niby to robił jakieś studia po świecie, zabierał zawsze ze sobą listy polecające z Ministerstwa Spraw Zagranicznych, aby potem mógł opowiadać, że dwa tygodnie spędził na wsi u lorda X lub Y, że z prezydentem rzeczypospolitej francuskiej rozmawiał w kwestii robotniczej lub że z rosyjskim ministrem finansów Wittem grał w wista w klubie. Najdziwaczniejszą był on mieszaniną pyszałkowatości, próżności, birbanterii, szlachetczyzny, zręczności, a nawet rozumu. Człowiek nieobliczalny, o którym się nigdy nie wiedziało, jak w danym razie postąpi.

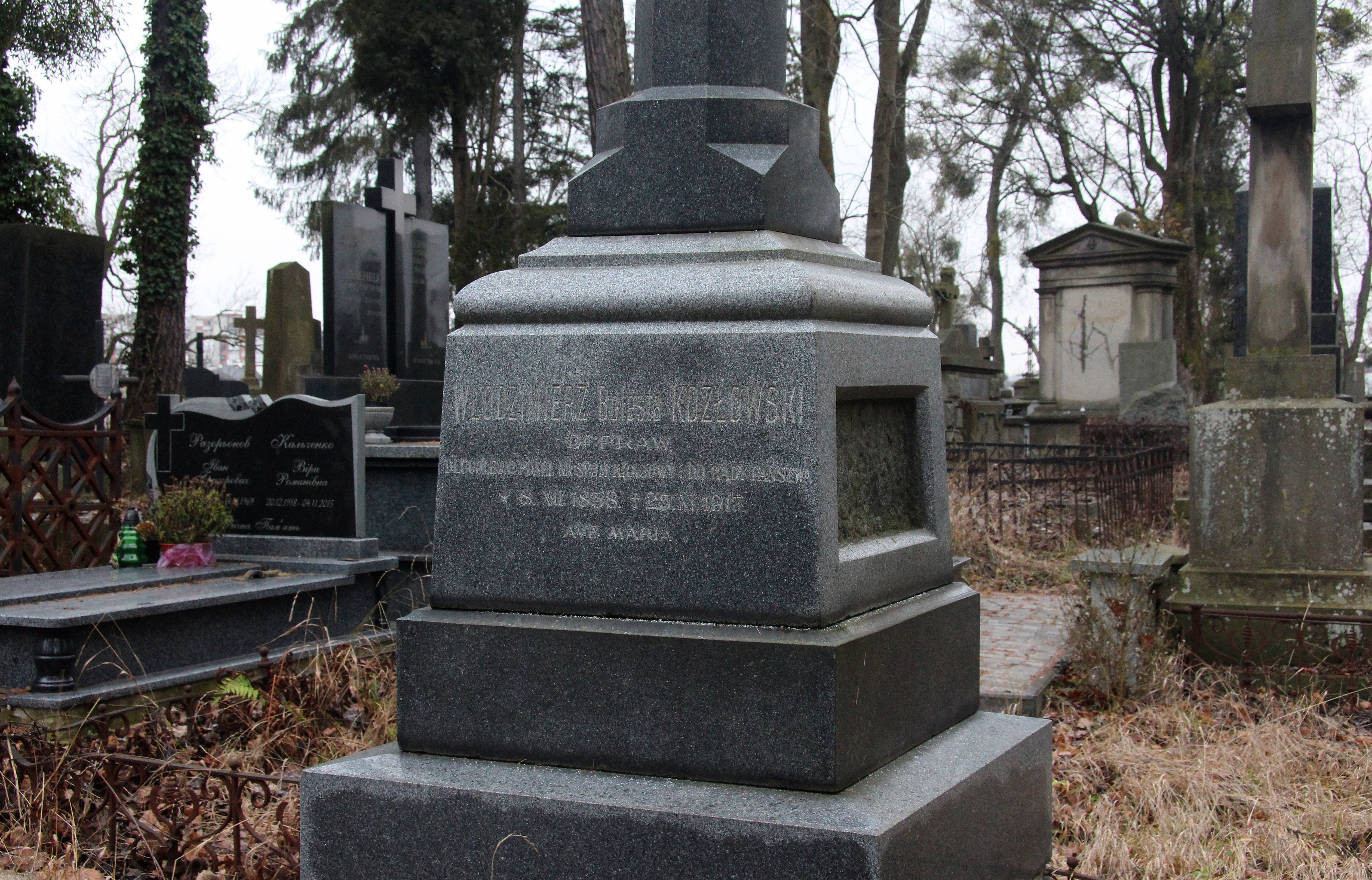
Nagrobek Włodzimierza Kozłowskiego

Od 1908 w miarę zaostrzania się sytuacji międzynarodowej zaczął się opowiadać za ścisłą współpracą Polaków z monarchią habsburską. Był jednocześnie zdecydowanym przeciwnikiem prowadzonych przez lewicę niepodległościową przygotowań powstańczych i wojskowych w Galicji. Była to kolejna płaszczyzna współpracy podolaków z endekami w tym czasie. Od 1907 był członkiem Rady Narodowej instytucjonalizującą tę współpracę. Uczestniczył w tym czasie w licznych „dyskusjach orientacyjnych” w Krakowie i Lwowie, m.in. w zorganizowanej przez Radę Narodową 12 grudnia 1912 roku, w którym wystąpił przeciwko współdziałaniu z Rosją i Niemcami. Podobne stanowisko zaprezentował w lecie 1913 r. na trójzaborowej konferencji w Pieniakach u Tadeusza Cieńskiego, na której omawiano stanowisko narodowych demokratów wobec zbliżającej się wojny.
Rodziny nie założył. Pochowany na Cmentarzu Łyczakowskim we Lwowie.